# Concepción (provincie van Chili)
Concepción is een provincie van Chili in de regio Biobío. De provincie telde 995.658 inwoners in 2017 en heeft een oppervlakte van 3439 km². Hoofdstad is Concepción.

## Gemeenten
Concepción is verdeeld in twaalf gemeenten:
- Concepción
- Coronel
- Chiguayante
- Florida
- Hualpén
- Hualqui
- Lota
- Penco
- San Pedro de la Paz
- Santa Juana
- Talcahuano
- Tomé